# ジョー・マツモト
ジョー・マツモト（Jo Matumoto , 1971年2月5日 - ）は、ブラジル出身のプロ野球選手（投手）。

## 経歴
北海道出身の祖父母を持つ日系3世としてブラジル・サンパウロに生まれる。
イピランガ高校からパウリスタ大学を経て1996年に来日。社会人野球の三菱重工名古屋に5年間プレーし、その後NKKに移籍して2年間プレーした。
その後、ブラジルに帰国していたが、2006年の1シーズンだけヤマハに籍を置いた。しかし、ほとんど登板機会がないまま1年で退部。
2007年2月23日、トロント・ブルージェイズとマイナー契約を締結。しかし、メジャーに昇格することなく2008年に退団。
2009年は、独立リーグであるゴールデンベースボールリーグのチコ・アウトローズでプレーした。
ブラジル代表にも選ばれ、2005年には南米選手権でMVPを獲得している。

## タイトル・表彰
2005年 南米野球選手権MVP